# Porte Louis XIV
La porte Louis XIV  est une ancienne porte de ville de l'enceinte de Lille ouverte en 1874 et détruite vers 1920 qui était située au croisement du boulevard Louis XIV et du boulevard du Maréchal Vaillant.

## Situation et accès
La porte Louis était située dans l’axe du boulevard Louis XIV  à proximité de l’actuelle station de métro Lille Grand Palais
.

## Histoire
La porte est ouverte en 1874 

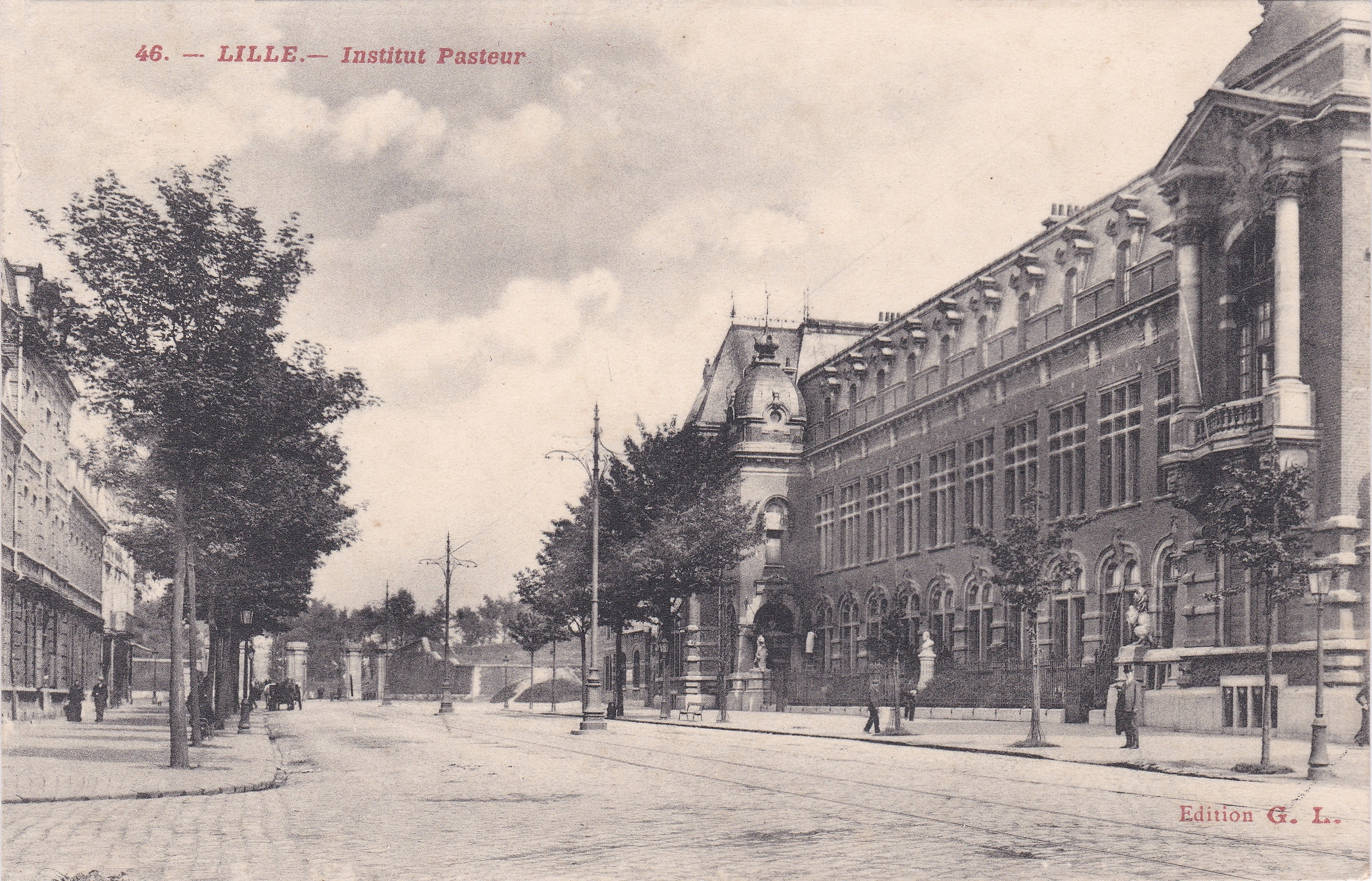
la porte à l’extrémité du boulevard Louis XIV

dans l’enceinte créée à la suite de l’agrandissement de Lille de 1858, plus tardivement que les autres portes de cette fortification, pour doubler le passage saturé de la porte de Tournai qui traversait la partie maintenue de l’ancienne enceinte du XIIIe siècle renforcée par Vauban.
Elle était située sur la partie du nouveau rempart au départ de la Noble Tour perpendiculaire à l’ancienne enceinte supprimée dans les années 1860. 
La porte était composée de cinq piliers en travers de la route et d’un corps de garde au nord  en bordure du boulevard du Maréchal Vaillant (emplacement en face de l’actuelle station de métro).
Elle est prolongée par une voie ouverte à travers la zone des fortifications, avenue Julien Destrée, qui rejoignait la route de Tournai (actuelle rue Javary)  à l’entrée d’un pont sur la voie ferrée conduisant à la rue du Faubourg de Tournai à Fives, actuelle rue Pierre-Legrand.
Le passage de la porte et l’avenue Julien Destrée étaient parcourus par la ligne de tramway N.

## Suppression
La démolition de la porte vers 1920 est la première de celles de l’enceinte démantelée dans les années 1920.
Au cours des années 1930, le parcours routier vers Fives est déplacé au nord dans le prolongement des rues Boilly (actuelle rue des Déportés) et Georges Lefèvre. La rue Julien Destrée, renommée boulevard du Docteur-Calmette,  se limite au tronçon entre le boulevard Louis XIV et l’avenue du Président-Hoover face aux bâtiments de la foire commerciale. L’ancienne zone fortifiée à proximité de l’ancienne porte  est  réaménagée au cours des années 1930 avec la construction d’une résidence universitaire à l’angle des boulevards Calmette et du Maréchal Vaillant, de l’ensemble HBM Gustave Delory et d’un commissariat de police (actuelle maison de l’emploi), l’aménagement de l’avenue du Président-Hoover de la rue Eugène Varlin.